# Life of a King
Life of a King is een Amerikaanse dramafilm uit 2013, gebaseerd op het levensverhaal van Eugene Brown. Het gaat over een ex-gedetineerde die de zwarte jeugd die in de binnenstad van Washington aan de criminaliteit ten onder lijkt te gaan, met het schaakspel als allegorie van het leven op het juiste pad probeert te krijgen.

## Verhaallijn
Eugene Brown (Cuba Gooding jr.) heeft voor een bankoverval 18 jaar in de cel van de Trenton State Penitentiary in New Jersey gezeten. In die tijd heeft hij het schaakspel geleerd van een medegevangene (Searcy, gespeeld door Dennis Haysbert). Wanneer Brown vrijgelaten wordt, geeft deze medegevangene hem als cadeautje een eigengemaakte koning-schaakstuk mee, met de woorden “Take care of the king. Everything else follows.”
Brown doet zijn best, maar heeft moeite weer deel uit te maken van de samenleving: zijn kinderen voelen zich door hem verwaarloosd en willen geen band met hem opbouwen. Zijn voormalige protegé, Perry (Richard T. Jones), die nu met zijn bende de straten controleert, probeert hem weer de criminele scene in te lokken. Brown weigert en vindt pas werk als schoonmaker op een school in binnenstad van Washington nadat hij tijdens de sollicitatie verhult dat hij in de gevangenis gezeten heeft.
Daar wordt hij gevraagd om bij een klas in te vallen wanneer een docente plots vertrekt door intimidatie in deze klas. Deze klas, dat bestaat uit Afro-Amerikaanse jongeren die ten onder lijken te gaan aan drugs en criminaliteit van de binnenstad, is een zootje ongeregeld. Onder hen bevindt zich Clifton (Carlton Byrd), een gewiekste drugsdealer die voor Perry werkt, de getroebleerde Tahime (Malcolm Mays), wiens moeder (gespeeld door Paula Jai Parker) een drugsverslaafde is en de onnozele Peanut (Kevin Hendricks), die ongewild in de misdaden van zijn vrienden meegesleept wordt. Met een staaltje intimidatie van zijn kant uit, houdt Brown de leerlingen onder controle. Onder de indruk laat het schoolhoofd (Sheila King, gespeeld door LisaGay Hamilton) hem die klas nu permanent surveilleren gedurende de nu lege uren van de vertrokken docente.
Als invaller dwingt Brown vervolgens langzaam aan enige respect af, door de klas te overbluffen in datgene waar zij dachten goed te zijn: hij speelt balletje-balletje, met als voorwaarde dat als zijn tegenstander wint, de klas de rest van de les mag doen wat ze wil, maar als ze verliezen, een nieuw spel - schaken - leren. Ze spelen enkele keren en Brown wint elke keer met de woorden "Make sure to know where the truth is".
Brown vertelt zijn studenten dat het terrein van het bendeleven dat zij bezetten als een schaakbord is: ze zijn allemaal pionnen, die samenwerken om hun koning te beschermen en bereid zijn zich op te offeren voor andere, betere spelers. "Eén fout en je leven kan je afgenomen worden". Hij krijgt de klas langzaam mee en leert hen "Think before you move", alsook andere allegorische aforismen almaar verwijzend naar de problemen waarvan hij weet dat ze op straat hebben.
Wanneer het schoolhoofd ontdekt dat hij zijn criminele verleden verzwegen heeft, ziet zij geen alternatief dan Brown te ontslaan. Deze tegenslag weerhoudt hem er echter niet van elders in de stad een oud pand  ("a mansion of possibilities") op te knappen om er de Big Chair Chess Club op te richten.
Van de klas krijgt hij Peanut mee als geïnteresseerde en Brown neemt hem onder zijn hoede, geeft hem zelfs het koningsschaakstuk dat hij bij het verlaten van de gevangenis van Searcy gekregen had. Brown kan echter niet verhinderen dat Clifton en Tahime Peanut bij een overval betrekken. Peanut wordt tijdens deze overval doodgeschoten. Tahime, een getalenteerde, maar aanvankelijk gedesinteresseerde schaker, is diep bedroefd om het verlies van Peanut en begint te realiseren dat Browns voorstel helemaal zo gek niet is. Hij begint de schaakclub te frequenteren en wordt Browns nieuwe protegé.
Brown neemt de leden van de inmiddels gegroeide schaakvereniging mee naar een schaaktoernooi, waar Tahime bij gebrek aan een geboortecertificaat zonder medeweten van Brown knoeit met de ouderlijke handtekening en zo toegelaten wordt. Het team presteert redelijk en Tahime wordt zelfs winnaar van het toernooi. Wanneer echter de toernooidirecteur (Jerry Simpson, gespeeld door Joe Howard) van het geknoei lucht krijgt, wordt Tahime gediskwalificeerd. Ondanks de realiteit dat de kansarme jongeren vaak geen geboortecertificaat hebben, of toestemming krijgen van hun ouders om aan een schaaktoernooi deel te nemen, erkent de rechtlijnige Brown dat dit volgens zijn mantra "play by the rules" niet kan.
Met een groot toernooi in het vooruitzicht neemt Brown Tahime mee op gevangenenbezoek bij zijn oud-celmaat en levenslang opgesloten Searcy, die de jonge speler vertelt: "Mijn geest komt buiten de muren elke keer als ik het schaakbord voor me heb en elke keer als ik een Bijbel open."
De film sluit af met een groot toernooi, waarin Tahime het goed doet en in de finale tegen ene J. Thomas Gaines (gespeeld door Blake Cooper Griffin), de kampioen op moet nemen. Hij verliest na een zinderende partij, maar krijgt een staande ovatie.

## Fictie en werkelijkheid
De film is gebaseerd op een werkelijke gebeurtenis, maar heeft zich artistieke vrijheden gepermitteerd  voor cinematische doeleinden en om behaalde boodschappen beter over te brengen. Zo speelt Tahime aan het eind van de film een beslissingspartij met op de achtergrond een uitzinnig publiek. Het is niet alleen onwaarschijnlijk dat een speler met weinig ervaring meerdere sterke spelers in een toernooi verslaat, schaken is ook geen toeschouwerssport. Schaaktechnisch zou er echter weinig fouten te bespeuren zijn. Onder andere Internationale schaakmeester Daniel Rensch, bekend van chess.com, en David Pruess, waren ingehuurd als technische adviseur. Zij  leerden de acteurs hoe zich als schaakspelers te gedragen.

Enkele partijen die in de film te zien zijn, zijn afkomstig van echte grootmeesterpartijen. Zo werd voor een partij in Tahime's eerste toernooi in de film de partij David Pruess - Melikset Khachiyan (een Armeens-Amerikaanse grootmeester) gespeeld in 2011 te Reno, Nevada, als basis gebruikt. Vanaf de stelling in het linker diagram ging de partij in het echt door met 29 ... Dh1 30 Pc1 Pa2 31 Da2 Ta8 32 b3. Pruess (wit) speelde niet de in de film door Tahime's tegenstander gedane zet 32 Db3, want Pruess had gezien dat de stelling dan hopeloos zou zijn na 32 ... Ta1 33 Ka1 Dc1 34 Ka2 Ta8 35 Da3 Ta3 36 Ka3 Dd2.
|   | David Pruess - Melikset Khachiyan (2011, Reno (Nevada) |    |    |    |    |    |    |    |
| 8 |                                                        | rd | rd |    |    | kd |    |    |
| 7 | ql                                                     |    |    |    |    | pd | pd |    |
| 6 |                                                        |    |    |    | pd |    |    | pd |
| 5 |                                                        |    | pd |    |    |    |    | qd |
| 4 |                                                        | nd | pl |    | rl |    |    |    |
| 3 |                                                        | nl |    |    |    | pl |    |    |
| 2 | pl                                                     | pl |    | rl |    |    | pl |    |
| 1 |                                                        | kl |    |    |    |    |    |    |
|   | a                                                      | b  | c  | d  | e  | f  | g  | h  |
|   | Stelling na 29 Kb1                                     |    |    |    |    |    |    |    |

|   | David Pruess - Dmitry Gurevich (2001, Chicago Open) |    |    |    |    |    |    |    |
| 8 |                                                     |    | rd |    | rd |    | kd |    |
| 7 | pd                                                  | pd |    |    |    | pd | pd | pd |
| 6 |                                                     |    |    |    |    |    |    |    |
| 5 |                                                     |    |    | pd |    |    | pl |    |
| 4 |                                                     |    |    | nl |    |    | nd |    |
| 3 | pl                                                  |    |    | ql | pl |    |    |    |
| 2 |                                                     | pl |    |    |    | qd | bl |    |
| 1 | rl                                                  |    | bl |    |    |    |    | kl |
|   | a                                                   | b  | c  | d  | e  | f  | g  | h  |
|   | Stelling na 25 Kh1                                  |    |    |    |    |    |    |    |

Hoewel niet te zien in de scene, zou de beslissingspartij aan het eind van de film gebaseerd zijn op een partij van Pruess tegen Dmitry Gurevich (een in Chicago wonende grootmeester), gespeeld gedurende de Chicago Open in 2001. Het partij in het echt ging na de stelling in het rechter diagram door met 25 ... Pe3 26 Le3 Te3 27 Df5 Dh4, en Gurevich gaf op. In de film zou de partij nog even doorgaan met 28 Kg1 Dd4 29 Dc8 Te8 voordat Tahime opgeeft.

## Kritische ontvangst
Hoewel het verhaal gebaseerd is op de werkelijkheid, wordt het door diverse recensenten afgeserveerd als het zoveelste "inspirerende" doch voorspelbare middelbare school drama in de trant van 'Stand and Deliver' en 'inspirational-teacher-movie", omdat geen poging ondernomen zou zijn het anderszins inspirerende verhaal die extra cachet te geven dat het zich van het cliché onderscheidt. Het is een "fontein van het 'schaakspel-is-een-blauwdruk-voor-het-leven' -truïsmen".
De zwakke punten van de film waarmee veel recensenten een loopje nemen is volgens een recensie in The Washington Post ondergeschikt aan de effectiviteit van het hartverwarmende verhaal van een mans toewijding aan het idee dat spelen volgens de regels belangrijker is dan winnen. Ook in The New York Times wordt meer naar de bedoelingen van de film gekeken en de film positiever beoordeeld.

## Varia
- De echte Eugene Brown maakt een cameo-optreden als organisator van het laatste toernooi in de film. Hij neemt daar Tahime's geboortecertificaat en inschrijfformulier in ontvangst van de gespeelde Brown.[10]
- Naar aanleiding van Big Chair Chess Clubs winst van vijf stadstitels op vier nationale kampioenschappen  heeft de burgemeester van Washington D.C. 15 juni uitgeroepen tot The Big Chair Chess Club Day.